# Erster Olynthischer Krieg
Der Erste Olynthische Krieg (vereinfachend: Olynthischer Krieg) war eine Auseinandersetzung zwischen Sparta und dem Olynthischen Städtebund der Chalkidike (Chalkidikischer Bund) in den Jahren 382 v. Chr. bis 379 v. Chr.
Der Antalkidasfriede des Jahres 387 v. Chr. garantierte im Prinzip allen Griechenstädten Autonomie, Sparta nutzte diesen Frieden allerdings auch als Werkzeug, um seine hegemoniale Stellung in Griechenland durchzusetzen, indem es die Autonomieklausel so interpretierte, dass damit jeglicher Zusammenschluss von Poleis zu einem Bund verboten sei. Damit war nicht nur das Wiederaufleben des Attischen Bundes unmöglich, auch der Böotische Bund sollte aufgelöst werden, ebenso der Chalkidikische Bund in Nordgriechenland, wo mehrere Städte sich mit Olynth zu einem Bund vereinigt hatten. 
Der 432 v. Chr. gegründete chalkidikische Bund expandierte in den ersten Jahren des 4. Jahrhunderts bis in das Kernland des Königreiches Makedonien hinein. Die zunehmende Macht des chalkidikischen Bundes und vor allem dessen Hauptstadt Olynth(os) ließen sogar die makedonische Hauptstadt Pella in die Hände der Streitmacht des chalkidikischen Bundes fallen. In Fortführung dieser Expansionsbestrebungen hatte der chalkidikische Bund unter der Führung Olynths die Absicht, die Städte Apollonia und Akanthos zum Beitritt in den Bund zu bewegen respektive sie der Herrschaft des Bundes zu unterwerfen. Dies lehnten jedoch beide Städte ab. Die Weigerung des Beitritts durch Apollonia und Akanthos zum Chalkidikischen Bund veranlasste Olynth zur Androhung des Krieges gegen die beiden Städte. Diese wiederum wandten sich hilfesuchend 383 v. Chr. an Sparta. Sparta entschloss sich anschließend, auch unter Einfluss der Botschafter des makedonischen Königs Amyntas III., zur militärischen Intervention gegen Olynth(os) und den chalkidikischen Bund. Eudamidas wurde mit 2000 Hopliten Richtung Chalkidiki in Marsch gesetzt.
Die spartanische Streitmacht unter Eudamidas konnte zunächst sowohl Apollonia als auch Akanthos verteidigen. Nach erfolgreicher Verteidigung wandten sich die spartanischen Truppen gegen Olynth und wurden dabei von makedonischen Truppen unterstützt. Dennoch gelang die Einnahme Olynths zunächst nicht. Anfänglich besaßen die Olynther die Unterstützung Thebens. Dieses konnte allerdings nicht einmal den Durchmarsch der spartiatischen Truppen durch Böotien verhindern. Vielmehr wechselte unter spartanischem Druck die thebanische Regierung, so dass die Unterstützung Olynths durch Theben entfiel. Trotz dieser militärischen Kräfteverschiebung zu Ungunsten Olynths und des Chalkidikischen Bundes fiel Olynth zunächst nicht, sondern leistete erfolgreich Widerstand, wobei sich insbesondere die Kavallerie Olynths gesondert hervorgehoben haben soll.
Der spartanische Feldherr Polybiades forcierte nach dem Tod des spartanischen Königs Agesipolis I. 379 v. Chr. die Entscheidung zu Gunsten von Sparta durch eine engmaschige Belagerung der Stadt Olynth mit Kappung aller ihrer Nachschub- und Versorgungslinien. Der einsetzende Mangel an Versorgungsgütern zwang Olynth und den Chalkidikischen Bund noch im selben Jahr zur Kapitulation nach einem drei Jahre währenden Krieg. Als Folge des Krieges wurde der Chalkidikische Bund aufgelöst, die meisten Städte der Chalkidike und des chalkidikischen Bundes kamen unter die Oberhoheit des makedonischen Königs Amyntas III. In Olynth wurde eine Regierung durch den spartanischen König Agesilaos II. eingesetzt.
Ein letztes Mal demonstrierte Sparta damit erfolgreich seine Macht unter König Agesilaos II., ehe der Widerstand des Böotischen Bundes unter Theben seiner Hegemonie kurz darauf ein Ende setzte (Schlacht von Leuktra, 371 v. Chr.).
Der Angriff Makedoniens auf Olynth im Jahre 348 v. Chr. wird oft ebenfalls als (zweiter) Olynthischer Krieg bezeichnet.